# 前152年
| 千纪： | 前1千纪 |
| 世纪： | 前3世纪 \| 前2世纪 \| 前1世纪                                                                                         |
| 年代： | 前180年代 \| 前170年代 \| 前160年代 \| 前150年代 \| 前140年代 \| 前130年代 \| 前120年代                               |
| 年份： | 前157年 \| 前156年 \| 前155年 \| 前154年 \| 前153年 \| 前152年 \| 前151年 \| 前150年 \| 前149年 \| 前148年 \| 前147年 |
| 纪年： | 西汉汉景帝前元五年 |

## 逝世
- 西汉北平侯张苍去世，谥文。张苍曾在汉文帝四年（前176年）后的十余年间担任西汉丞相。
- Marcus Aemilius Lepidus (consul 187 BC)（英语：Marcus Aemilius Lepidus (consul 187 BC)），罗马共和国政治人物, 罗马执政官, 大祭司以及監察官
- Marcus Porcius Cato Licinianus（英语：Marcus Porcius Cato Licinianus）, 罗马共和国法学家